# Джослин, Перси, епископ Клогерский

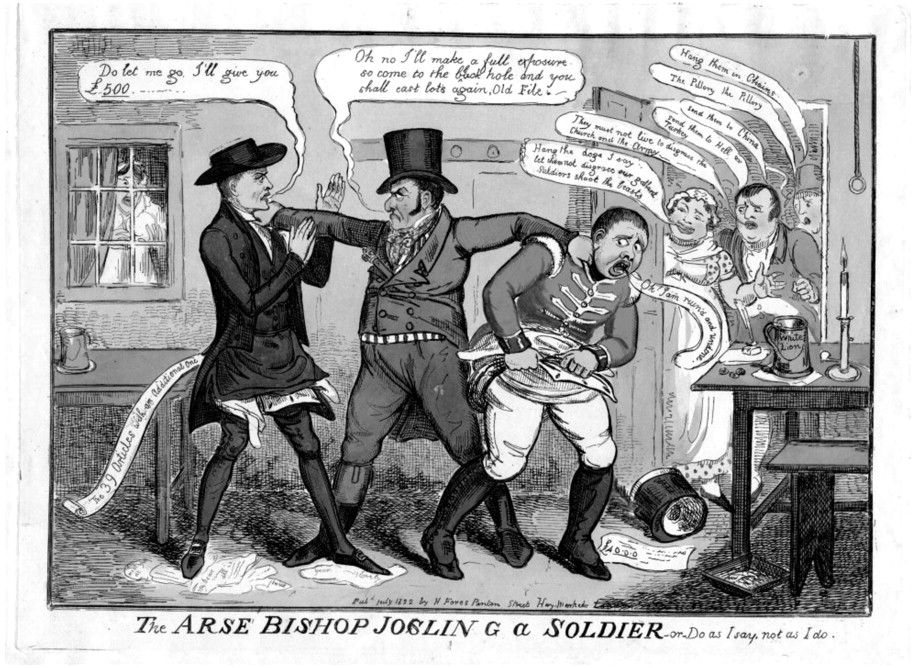
«Жопоепископ Джослин и солдат». Карикатура Крукшенка, 1822 г.

Перси Джослин, епископ Клогерский (англ. Percy Jocelyn, Bishop of Clogher, 29 ноября 1764 — 13 сентября 1843, Эдинбург, Великобритания) — епископ Церкви Ирландии, знаменитый сексуальным скандалом в 1822 году, который стоил ему кафедры и на волне которого покончил жизнь самоубийством маркиз Лондондерри (виконт Каслри), министр иностранных дел Великобритании.

## Биография
Происходил из ирландской аристократической семьи Джослинов, младший сын 1-го графа Родена, брат 2-го графа и дядя 3-го. Окончил Тринити-колледж в Дублине, сделал удачную духовную карьеру: был архидьяконом Росса (1788—1790), казначеем Армага (1790—1809), епископом Фернса и Лехлина (1809—1820). В 1820 году был переведен на епископскую кафедру в Клогер. В 1811 году кучер его брата, Джеймс Бирн, обвинил Джослина в «непристойных разговорах» и посягательствах на содомию; Бирн был осужден за клевету и несколько раз публично высечен.
19 июля 1822 года в Вестминстере на Сент-Олбенс-Плейс в паб «Белый Лев» вошёл солдат гренадерского полка, женственного вида, по имени Джон Моверли, несколько раз входил и заходил, наконец спросил пинту пива и удалился в пристройку во дворе паба (заднюю гостиную, parlour). Затем появился епископ, в своём церковном облачении, так же несколько раз входил и заходил, также спросил пиво и ушёл туда же. Тогда хозяин и его зять взяли несколько свидетелей, сперва посмотрели в окно, а затем, потрясенные увиденным, вызвав официального констебля (watchman) и 12 свидетелей из посетителей паба, вломились в заднюю гостиную и застали там обоих со спущенными штанами; по одним данным, «гнусная сцена» заключалась в том, что солдат собирался войти в подставленную жопу епископа, по другим, епископ сам употреблял гренадера Моверли в жопу… По «Акту о содомии» 1533 года, действовавшему до 1828 г., это составляло уголовное преступление, безальтеративно каравшееся смертной казнью. В георгианское время случаи смертной казни за содомию были сравнительно нередкими, однако люди высшего общества, как правило, за это не преследовались и не осуждались.
Оба задержанных были избиты на месте, раздеты практически догола и в изорванных остатках одежды доставлены в участок, где отказались назвать себя. Там епископ, нос которого был разбит в кровь, когда его стали обыскивать, достал из кармана, порвал и бросил в камин бывшее при нём письмо, а потом написал другое письмо к своему домохозяину с просьбой прийти, «не говоря, кто я такой». В камине не было огня, и обрывки письма собрали и прочитали: это было письмо к епископу от его племянника 3-го графа Родена, а другое письмо с просьбой прийти не было отправлено по назначению и фигурировало на суде. Всю ночь епископ стоял на коленях в камере, плакал, молился и умолял выпустить его. Наконец, когда появилась возможность выйти на свободу под залог, он назвался подлинным своим именем; домохозяин внёс за него залог, и епископ Клогерский, не отвечая более ни на какой вызов в суд, в тот же день бежал во Францию, где был принят в парижском обществе. В октябре митрополичий суд округа Армаг Церкви Ирландии лишил его епископского сана за «безнравственность, содомские деяния, привычки и склонности, пренебрежение духовным, судебным и пастырским долгом». Ещё до этого Джослин через посредников успел продать все вещи своего епископского дворца с аукциона (где, между прочим, жил и слуга, его любовник), выручив деньги, и оставил дворец «голой руиной»; он собирался также продать свою десятину, если бы не был лишён сана.
Скандал носил огромный масштаб. Было выпущено множество карикатур, брошюр и листков; возмущение против лицемерия церкви и попытке высокопоставленных родственников Джослина скрыть скандал и избавить обоих его участников от сурового наказания (Моверли также внёс залог и исчез) было очень велико. Кентерберийский архиепископ говорил, что в сие время епископу в облачении было небезопасно появляться на улицах Лондона. Во время следующей публичной смертной казни простолюдинов за содомию перед Ньюгейтской тюрьмой (25 ноября 1822 г. были повешены Джон Холланд и Уильям Кинг) народ кричал: «Где Клогер? где епископ?» Министр иностранных дел маркиз Лондондерри (виконт Каслри) жаловался, что его «шантажируют тем же, что и епископа Клогерского». По некоторым данным, он посещал бордель с молодым человеком, переодетым женщиной. У Каслри начался припадок безумия, и менее чем через месяц после скандала с Клогером, 12 августа, он покончил жизнь самоубийством. В «Annual Register» коронерский отчет о самоубийстве Каслри напечатан сразу после дела о лишении Клогера сана.
В Британской библиотеке сохранилось собрание газетных вырезок, памфлетов и материалов о деле (shelfmark Cup.363.gg.31), в частности, такая рукописная эпиграмма:
The Devil to prove the Church was a farce

Went out to fish for a Bugger.

He baited his hook with a Soldier’s arse

And pulled up the Bishop of Clogher.
«Дьявол, чтобы выставить церковь на посмешище, решил порыбачить и поймать мужеложца; он наживил на крюк солдатскую жопу и вытянул епископа Клогерского».
Начался публичный сбор средств в пользу невинного Бирна, разоблачавшего епископа ещё в 1811 году и пострадавшего. Он получил большую денежную поддержку, хотя формально так и не был оправдан.
После пребывания в Париже бывший епископ по непонятным причинам вернулся в Британию и жил в Шотландии, где работал дворецким под вымышленным именем Томаса Уилсона. Сохранились его завещания и дополнения к ним: из них видно, что он поддерживал связи с родными и знакомыми в Ирландии, а вероятно, и сам ездил туда и заверял там некоторые документы. В его завещании есть пункт: «предать мои останки земле самым частным образом в самый ранний утренний час, и чтобы никакой публичности не сопровождало мои похороны, и чтобы на гробе моем не стояло моего имени и возраста. И я не желаю, чтобы известие о моей смерти было помещено в каком-либо публичном листке». Он умер в Эдинбурге 13 сентября 1843 г. и был похоронен на Новом кладбище. В 1995 году в фамильном склепе Джослинов в Брайансфорде, графство Даун, Северная Ирландия, был найден «лишний» гроб без надписи; возможно, здесь и был тайно перезахоронен бывший епископ Клогерский.